# Hébertistes
Cet article concerne la Révolution française. Pour Hébertisme, voir Jacques-René Hébert.
Ne doit pas être confondu avec l'hébertisme (gymnastique)

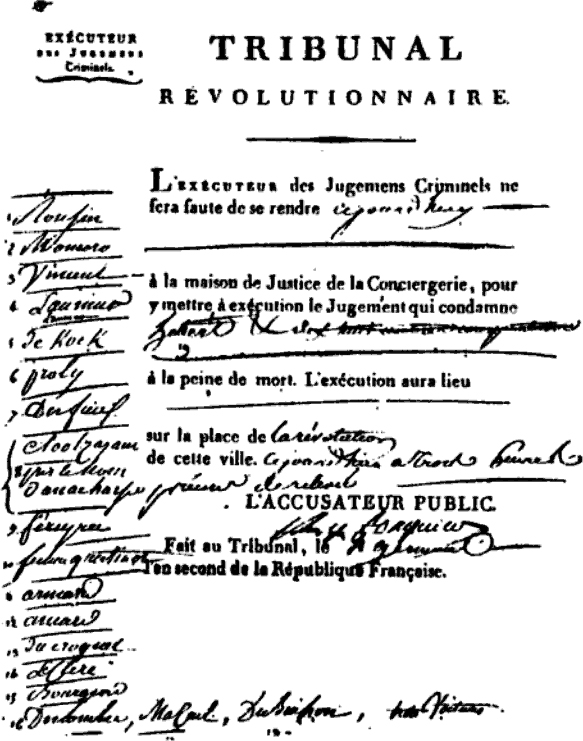
Ordre d'exécution des hébertistes publié par le Tribunal révolutionnaire signé de la main de Fouquier-Tinville.

Les hébertistes, appelés les « exagérés » pendant la Révolution française, sont sous la Législative et la Convention principalement des membres du club des Cordeliers, appartenant pour un grand nombre aux rangs de la Montagne à la Convention, à l'administration de la Commune et du Département de Paris, qui étaient en relation avec Jean-Nicolas Pache, Jean-Baptiste Bouchotte ou Jacques-René Hébert qui, lui-même, n'avait pas de parti à proprement parler.
Les hébertistes est un néologisme né du procès des exagérés, dont Hébert est la « vedette », la figure la plus familière aux yeux du public en raison de son journal le Père Duchesne. Dans le contexte violent du début de l'année 1794, les provocations répétées de ceux qui se réunissent aux Cordeliers et dont Hébert est le relais médiatique attirent les foudres du gouvernement révolutionnaire. Le 24 mars 1794, les 16 principaux hébertistes, le général Ronsin, Vincent, l'imprimeur Momoro, Proly, De Kock, Jean-Baptiste Mazuel et Hébert lui-même sont guillotinés sur la place de la Concorde.

### Bibliographie

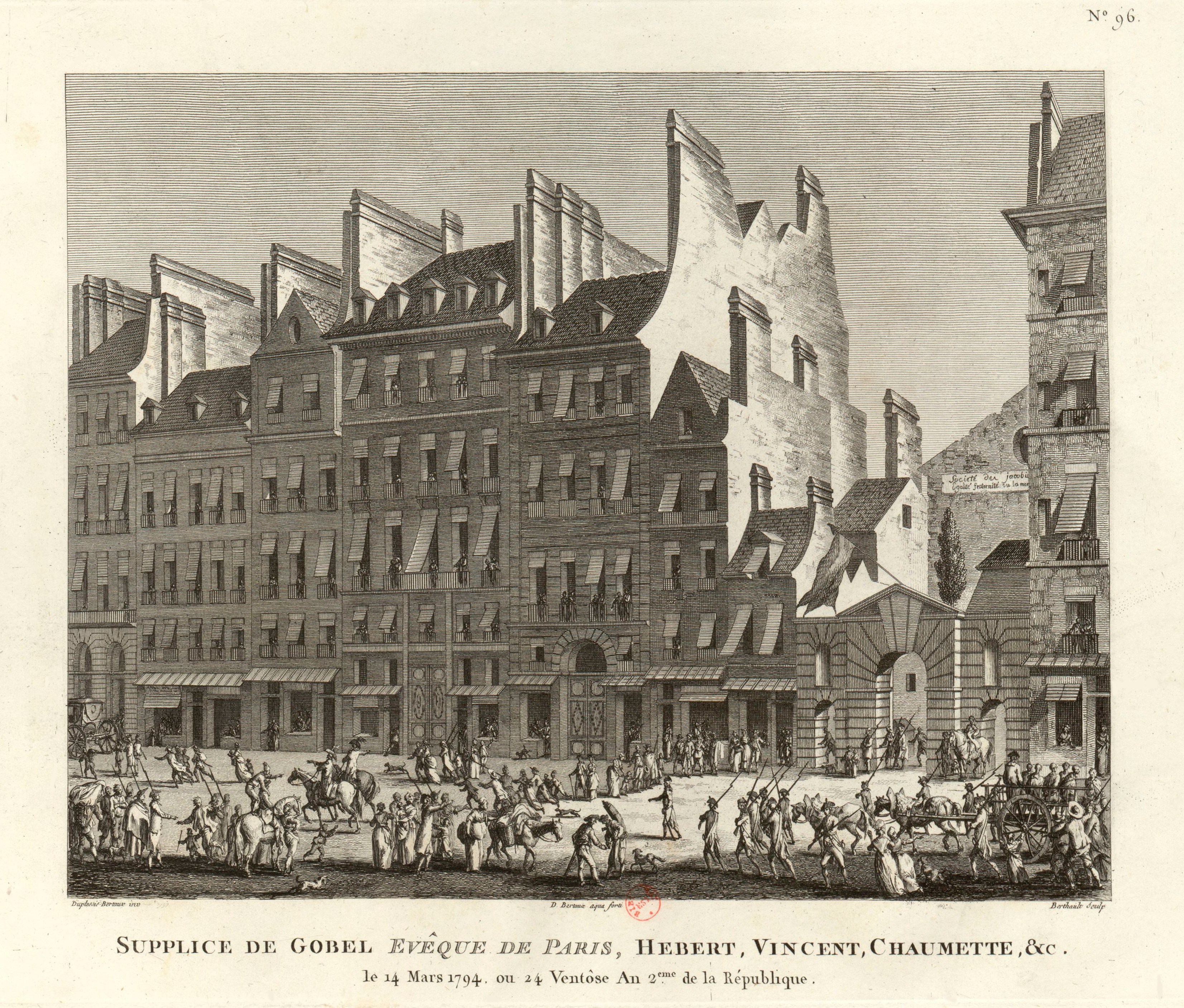
Hébert, Vincent et Ronsin sur la charrette les menant à la guillotine. La légende est incorrecte : Hébert et Vincent ont été exécutés le 4 germinal an II, Chaumette et Gobel le 24 germinal. Tableaux historiques de la Révolution française, Paris, BnF, département des estampes, 1802.

### Sources primaires imprimées
- Alexandre Tuetey, Répertoire général des sources manuscrites de l'histoire de Paris pendant la Révolution française, t. 10 : Convention nationale (troisième partie), Paris, Imprimerie nouvelle, 1912, 849 p. (lire en ligne).
- Alexandre Tuetey, Répertoire général des sources manuscrites de l'histoire de Paris pendant la Révolution française, t. 11 : Convention nationale (quatrième partie), Paris, Imprimerie nouvelle, 1914, 916 p. (lire en ligne).